# Mate del loco
Este artículo usa notación algebraica para describir los movimientos de ajedrez.
|       |       |       |       |       |       |       |       |       |  |
|       | a8 rd | b8 nd | c8 bd | d8    | e8 kd | f8 bd | g8 nd | h8 rd |  |
| a7 pd | b7 pd | c7 pd | d7 pd | e7    | f7 pd | g7 pd | h7 pd |       |  |
| a6    | b6    | c6    | d6    | e6    | f6    | g6    | h6    |       |  |
| a5    | b5    | c5    | d5    | e5 pd | f5    | g5    | h5    |       |  |
| a4    | b4    | c4    | d4    | e4    | f4    | g4 pl | h4 qd |       |  |
| a3    | b3    | c3    | d3    | e3    | f3 pl | g3    | h3    |       |  |
| a2 pl | b2 pl | c2 pl | d2 pl | e2 pl | f2    | g2    | h2 pl |       |  |
| a1 rl | b1 nl | c1 bl | d1 ql | e1 kl | f1 bl | g1 nl | h1 rl |       |  |
|       |       |       |       |       |       |       |       |       |  |

Se conoce como mate del loco, también como jaque mate en tres movimientos, al jaque mate más rápido posible en el juego del ajedrez, con tres movimientos. El mate del loco recibió este nombre porque sólo puede ocurrir si las blancas juegan extraordinariamente mal, como un loco. Incluso entre los principiantes, el mate casi nunca ocurre en la práctica.

## Movimientos
Por ejemplo, los siguientes movimientos llevan al mate del loco:
1.f3 e5
2.g4 Dh4#

Hay ocho ligeras variaciones en el patrón, a saber, las blancas pueden jugar f4 en vez de f3 o mover el peón g antes del peón f, y las negras pueden jugar e6 en vez de e5.
El mismo patrón básico de mate puede también ocurrir más tarde en el juego. Hay, por ejemplo, una celada bien conocida en la defensa holandesa que ocurrió en 1896 entre Frank Melville Teed y Eugene Delmar, que se ejecuta 1.d4 f5 2.Ag5 h6 3.Af4 g5 4.Ag3 f4; parece que las negras han ganado el alfil, pero ahora viene 5.e3 (amenazando Dh5#, la idea básica del mate del loco) 5...h5 6.Ad3?! (6.Ae2 es probablemente mejor, pero este movimiento pone una celada) 6...Th6? (defendiéndose contra Ag6#, pero...) 7.Dxh5+! Txh5

## Variaciones
Más en general, el término mate del loco se aplica a todos los mates similares al principio de la partida; por ejemplo, 1.e4 g5 2.d4 f6 3.Dh5# - el patrón más simple del mate del loco se mantiene: un jugador avanza sus peones f y g, permitiendo a la dama un mate a lo largo de la diagonal destapada. Uno de estos mates del loco se ha dicho ampliamente que ocurrió en una partida posiblemente apócrifa de 1959 entre Masefield (o Mayfield, dependiendo de la fuente consultada) y Trinka (o Trinks o Trent) que duró sólo tres movimientos: 1.e4 g5 2.Cc3 f5 3.Dh5# (también existen variantes en estos movimientos).
Aún más en general, el término «mate del loco» se usa en variantes del ajedrez para el mate más corto posible, especialmente aquellos que tienen parecido con el mate del loco del ajedrez ortodoxo. El mate del loco en ajedrez progresivo, por ejemplo, es 1.e4 2.f6 g5 3.Dh5#.